# اللوحة الفارغة
اللوحة الفارغة: الإنكار الحديث للطبيعة البشرية (بالإنجليزية: The Blank Slate: The Modern Denial of Human Nature) هو كتاب لعالم النفس المعرفي ستيفن بينكر وهو من الكتب الأكثر مبيعًا لعام 2002 وفيه ينقض الكاتب النماذج القائلة بأن الإنسان يولد مثل الصفحة البيضاء في علوم المجتمع وأن التطور السلوكي البشري يتطور بشكل كبير من خلال التكيف النفسي التطوري وقد تم ترشيح الكتاب لجائزة أفينتز (جوائز الجمعية الملكية للكتب العلمية) عام 2003، وترشح لجائزة بوليتزر.

## الملخص
كان جدال بينكر بأن العلم الحديث تحدى ثلاثة عقائد مترابطة تشكل النظرة السائدة للطبيعة البشرية في الحياة الفكرية: 
1. اللائحة الفارغة: لايوجد لدى العقل صفات فطرية
2. الهمجي النبيل: يولد الناس جيدين لكن المجتمع هو من يفسدهم
3. الشبح في الآلة: كل واحد منا لديه الروح التي تجعل خياراته غير متعلقة بتكوينه البيولوجي.[1]

جزء كبير من الكتاب مخصص لدراسة المخاوف من العواقب الاجتماعية والسياسية لرؤية للطبيعة البشرية
1. الخوف من عدم المساواة
2. الخوف من عدم اليقين
3. الخوف من الحتمية
4. الخوف من العدمية

يدعي بينكر أن هذه المخاوف ليست متسلسلة وأن نظرية اللوحة الفارغة (أي أن الإنسان يخلق بدون معارف فطرية) ستكون في الواقع تهديدَا كبيرَا في حال كانت صحيحة فعلى سبيل المثال: المسارات السياسية لا تتطلب التماثل ولكن السياسات التي تعامل الناس كأفراد لهم حقوقهم، وأن التقدم الأخلاقي لا يتطلب أن يكون العقل البشري خاليَا من الدوافع للتصدي لها، ذلك يعني أن العملية التي شكلت الدماغ ليس لها هدف وإنما الهدف من الدماغ نفسه، كما يناقش بأن تأصل القيم الاخلاقية حسب ماأسماه اللوحة الفارغة يمكنُها من التغيير عن طريق الاكتشافات التجريبية المستقبلية.
لا تدعم حجج عدم المساواة التطورية والوراثية سياسات الجناح اليمنى كماذكر بينكر أنه إذا كان الجميع متساويين في القدرات فيمكن القول أن فرص الجميع يجب أن تكون متكافئة.
من ناحية آخرى إذا كان لدى بعض الناس قدرة فطرية اقل فهذه تعتبر نقطة يجب أخذها بالاعتبار لدعم سياسات إعادة توزيع الفرص لأولئك الذين يتمتعون بقدرة فطرية أقل يستند اقتصاد لايس فاير على افتراض الفاعل العقلاني في حين أن علم النفس التطوري يوحي بأن الناس لديهم العديد من الأهداف والسلوكيات المختلفة التي لا تناسب مع نظرية الفاعل العقلاني وكثيرَا ما يستخدم ارتفاع مستويات المعيشة بالنسبة للفقراء كحجة مفادها أن عدم المساواة لا يجب أن ينخفض.
في حين أن علم النفس التطوري قد يوحي بأن الوضع المتدني نفسه بغض النظر عن الاعتبارات المادية مرهق بدرجة عالية من الناحية النفسية وقد يتسبب بسلوكيات خطرة وآخيرَا قد تساعد التفسيرات التطوريَة اليسار على خلق سياسات ذات دعم عام أكبر مما يشير إلى شعور الناس بالعدالة ويعطي بينكر العديد من الأمثلة عن الضرر الناجم عن الإيمان بأن الناس تخلق مجردة من أي معرفة فطرية :
1. إذا كان العقل البشري عبارة عن لائحة فارغة تشكلها البيئة فإن التحكم بكل جانب من جوانب البيئة يخلق عقولًا مثالية.
2. لوم الأهل الزائد لأطفالهم في حال كان الطفل لا يتقن شيء ما بشكل جيد، يفترض بأن يكون السبب بيئي وخاصة بسبب سلوك الأهل
3. الإفراج عن المرضى النفسيين الخطرين الذين يرتكبون جرائم جديدة.

الاضطهاد والقتل الجماعي للناجحين والذين يفترض أنهم اكتسبوا بشكل غير عادل نجاحهم وهذا لا يشمل الأفراد وحسب بل المجموعات الناجحة بالكامل والتي يفترض بأنها نجحت بشكل غير عادل باستغلال المجموعات الآخرى ومن الأمثلة على ذلك اليهود في ألمانيا النازية والكولاك (فلاحين روس أثرياء تعرضوا للقتل من قبل المسؤولين الحكوميين).

## الاستقبال

### الآراء الإيجابية
يقول الطبيب النفسي ديفيد بوس : قد يكون هذا أهم كتب تم نشره حتى الآن في القرن العشرين.
كتب عالم النفس ديفيد باراش : أفكار بينكر وكتاباته تصنف بالدرجة الأولى وربما أفضل من ذلك.
قال عالم الاحياء التطوري ريتشارد دوكينز : أن كتاب اللوحة الفارغة يعتبر عمل جيد لكنه ليس بجودة كتاب لغة العقل أو كتاب كيف يعمل العقل.

### الآراء السلبية
كتب عالم السلوك د.هنري شلينجر نقديين للكتاب شدد فيهم على أهمية التعلم.
انتقد إليوت أ. لودفيج وصف بينكر للسلوكية ورؤيته في الأبحاث السلوكية.
كان رأي الفيلسوف جون دوبريه بأن الكتاب قد بالغ في قضية التفسيرات البيولوجية والنهج المتوازن.
قال عالم الأنثروبولوجيا توماس هيلاند إريكسن أن معظم حجج بينكر كانت معيبة منذ أن استخدموا أسلوب الجدال الخاطئ.
ادعى لويس ميناند، الذي يكتب في صحيفة نيويوركر، أن حجج بينكر تشكل مغالطة قاتمة.

## وصلات خارجية
- موقع بينكر لكتاب «اللوحة الفارغة» (بالإنجليزية)
- ستيفن بينكر (2002): محاضرة مسجلة في معهد ماساتشوستس للتكنولوجيا لجولة الكتاب (بالإنجليزية)
- "قابل عائلة فلينستون" بقلم الفيلسوف سايمون بلاكبيرن، مراجعة نقدية لكتاب «اللوحة الفارغة». (بالإنجليزية)
- 'علوم وسياسة العقثل البشري'، مراجعة في مجلة Oxonian Review (بالإنجليزية)
- مقالات «المناظرة العظيمة» - منظرة جامعة نيوكاسل حول «اللوحة الفارغة» ومواضيع أخرى. (بالإنجليزية)
- «اللوحة الفارغة» - مقالة لبينكر في «عالم النفس العام»، المجلد 41، الرقم 1، سبرينغ (2006) (بالإنجليزية)